# Liste der Brücken über den Charles River

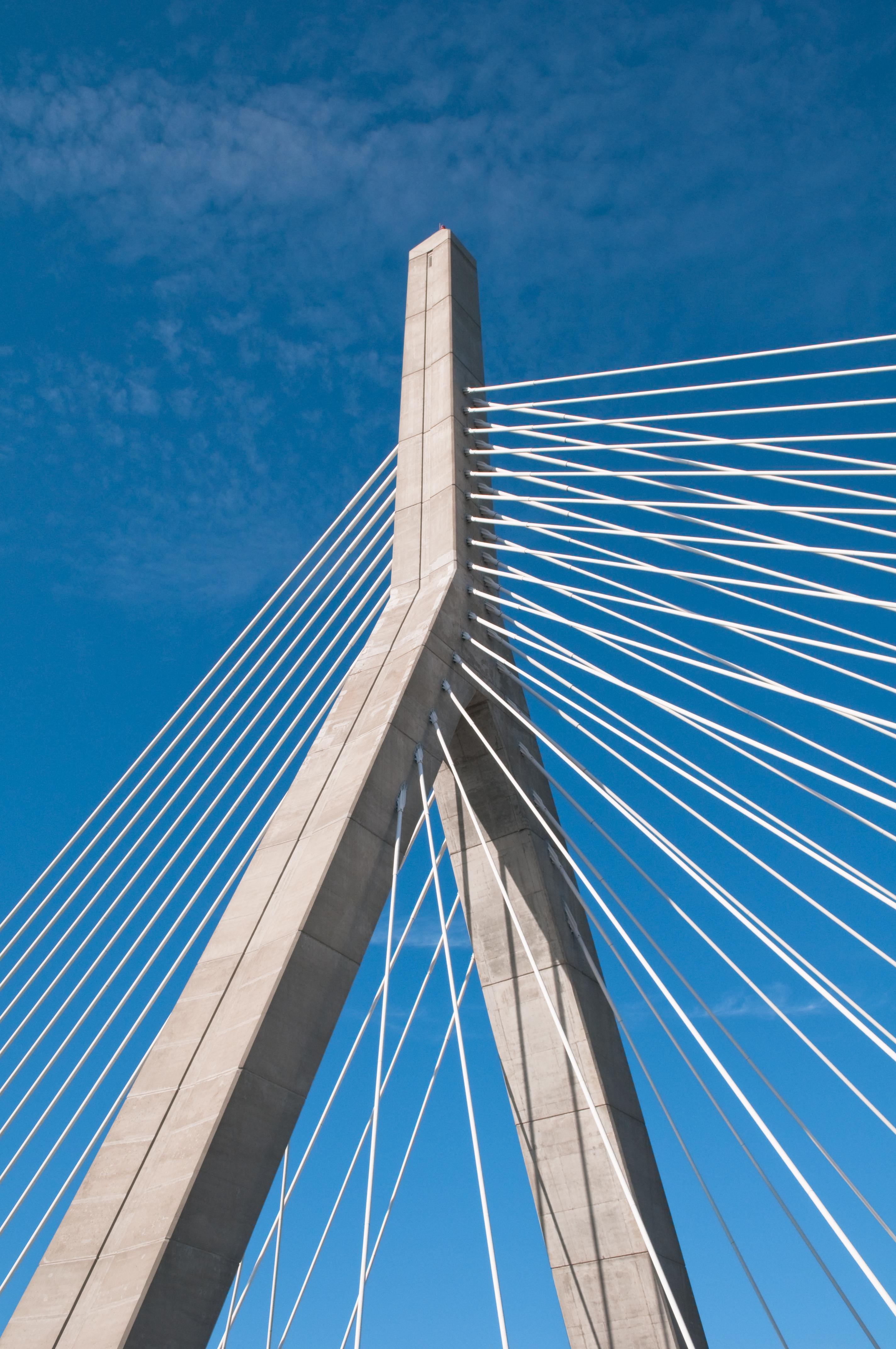
Detailansicht der Leonard P. Zakim Bunker Hill Memorial Bridge in Boston

Die Liste der Brücken über den Charles River führt alle aktuellen oberirdischen Querungen des Charles River im Bundesstaat Massachusetts der Vereinigten Staaten an. Der Fluss selbst ist mit einer Gesamtlänge von 80 mi (128,7 km) relativ kurz und liegt vollständig in Massachusetts. Er entspringt im Echo Lake in Hopkinton und mündet schließlich in Boston in den Boston Harbor.

## Aufbau der Liste
Die Liste beginnt an der Quelle des Flusses in Hopkinton und führt die Brücken in fortlaufender Reihenfolge an. Die Entfernungsangaben sind als Näherungswerte zu verstehen und können je nach Messmethode abweichen. Sie sind aus Gründen der einfachen Vergleichbarkeit sowohl in metrischen als auch in imperialen Einheiten angegeben und beziehen sich auf die Stelle, an der der Fluss den Echo Lake erstmals verlässt. Unter Ort(e) ist nur eine Stadt angegeben, wenn die Brücke an beiden Ufern auf demselben Stadtgebiet liegt, ansonsten sind beide betreffenden Städte bzw. Stadtteile aufgeführt.
Bei der Aufnahme der Bauwerke in die Liste wurden nicht mehr bestehende bzw. unterirdische Bauwerke (insbesondere U-Bahn-Tunnel) sowie Fähren nicht berücksichtigt.

## Liste der Brücken
| Nr.                                            | Entfernung                                     | Bezeichnung                                    | Ort(e)                                         | Überführt                                                   | Bild                                           | Koordinaten                  |
| ---------------------------------------------- | ---------------------------------------------- | ---------------------------------------------- | ---------------------------------------------- | ----------------------------------------------------------- | ---------------------------------------------- | ---------------------------- |
| Quelle des Charles River im Echo Lake          | Quelle des Charles River im Echo Lake          | Quelle des Charles River im Echo Lake          | Quelle des Charles River im Echo Lake          | Quelle des Charles River im Echo Lake                       | Quelle des Charles River im Echo Lake          | 42° 11′ 32″ N, 71° 30′ 29″ W |
| 1                                              | 0,71 mi (1,1 km)                               | Straßenbrücke                                  | Milford                                        | MA 85                                                       |                                                | 42° 10′ 56″ N, 71° 30′ 21″ W |
| 2                                              | 0,96 mi (1,5 km)                               | Fußgängerbrücke                                | Milford                                        | Upper Charles River Trail                                   |                                                | 42° 10′ 44″ N, 71° 30′ 22″ W |
| 3                                              | 1,49 mi (2,4 km)                               | Straßenbrücke                                  | Milford                                        | MA 85                                                       |                                                | 42° 10′ 26″ N, 71° 30′ 30″ W |
| 4                                              | 1,53 mi (2,5 km)                               | Fußgängerbrücke                                | Milford                                        | Upper Charles River Trail                                   |                                                | 42° 10′ 25″ N, 71° 30′ 32″ W |
| 5                                              | 1,97 mi (3,2 km)                               | Straßenbrücke                                  | Milford                                        | I-495                                                       |                                                | 42° 10′ 5″ N, 71° 30′ 41″ W  |
| 6                                              | 2,22 mi (3,6 km)                               | Fußgängerbrücke                                | Milford                                        | Upper Charles River Trail                                   |                                                | 42° 9′ 53″ N, 71° 30′ 39″ W  |
| 7                                              | 2,48 mi (4 km)                                 | Straßenbrücke                                  | Milford                                        | Dilla Street                                                |                                                | 42° 9′ 41″ N, 71° 30′ 43″ W  |
| 8                                              | 3,73 mi (6 km)                                 | Straßenbrücke                                  | Milford                                        | MA 16 (Main Street)                                         |                                                | 42° 8′ 38″ N, 71° 30′ 47″ W  |
| 9                                              | 4,04 mi (6,5 km)                               | Straßenbrücke                                  | Milford                                        | Central Street                                              |                                                | 42° 8′ 21″ N, 71° 30′ 45″ W  |
| 10                                             | 4,93 mi (7,9 km)                               | Eisenbahnbrücke                                | Milford                                        |                                                             |                                                | 42° 7′ 37″ N, 71° 30′ 34″ W  |
| 11                                             | 5,04 mi (8,1 km)                               | Straßenbrücke                                  | Milford                                        | Howard Street                                               |                                                | 42° 7′ 32″ N, 71° 30′ 33″ W  |
| 12                                             | 5,58 mi (9 km)                                 | Eisenbahnbrücke                                | Milford                                        |                                                             |                                                | 42° 7′ 7″ N, 71° 30′ 21″ W   |
| 13                                             | 5,63 mi (9,1 km)                               | Straßenbrücke                                  | Milford                                        | Howard Street                                               |                                                | 42° 7′ 5″ N, 71° 30′ 18″ W   |
| 14                                             | 5,86 mi (9,4 km)                               | Straßenbrücke                                  | Milford                                        | Mellen Street                                               |                                                | 42° 7′ 1″ N, 71° 30′ 6″ W    |
| 15                                             | 6,29 mi (10,1 km)                              | Eisenbahnbrücke                                | Hopedale                                       |                                                             |                                                | 42° 6′ 42″ N, 71° 30′ 5″ W   |
| 16                                             | 7,03 mi (11,3 km)                              | Straßenbrücke                                  | Bellingham                                     | Hartford Avenue                                             |                                                | 42° 6′ 13″ N, 71° 29′ 58″ W  |
| 17                                             | 8,96 mi (14,4 km)                              | Straßenbrücke                                  | Bellingham                                     | Depot Street                                                |                                                | 42° 5′ 38″ N, 71° 28′ 55″ W  |
| 18                                             | 9,04 mi (14,5 km)                              | Eisenbahnbrücke                                | Bellingham                                     |                                                             |                                                | 42° 5′ 40″ N, 71° 28′ 50″ W  |
| 19                                             | 9,32 mi (15 km)                                | Straßenbrücke                                  | Bellingham                                     | MA 126 (N Main Street)                                      |                                                | 42° 5′ 39″ N, 71° 28′ 34″ W  |
| 20                                             | 11,16 mi (18 km)                               | Straßenbrücke                                  | Bellingham                                     | High Street                                                 |                                                | 42° 5′ 51″ N, 71° 27′ 33″ W  |
| 21                                             | 12,08 mi (19,4 km)                             | Straßenbrücke                                  | Bellingham                                     | I-495                                                       |                                                | 42° 6′ 26″ N, 71° 27′ 30″ W  |
| 22                                             | 13,17 mi (21,2 km)                             | Straßenbrücke                                  | Bellingham                                     | Maple Street                                                |                                                | 42° 7′ 10″ N, 71° 27′ 12″ W  |
| 23                                             | 13,71 mi (22,1 km)                             | Straßenbrücke                                  | Bellingham                                     | Plymouth Road                                               |                                                | 42° 7′ 22″ N, 71° 26′ 52″ W  |
| 24                                             | 14,54 mi (23,4 km)                             | Straßenbrücke                                  | Bellingham                                     | Beech Street / Pearl Street                                 |                                                | 42° 7′ 52″ N, 71° 26′ 39″ W  |
| 25                                             | 15,79 mi (25,4 km)                             | Straßenbrücke                                  | Franklin, Medway                               | Franklin Street / Pond Street                               |                                                | 42° 8′ 18″ N, 71° 25′ 52″ W  |
| 26                                             | 16,42 mi (26,4 km)                             | Straßenbrücke                                  | Franklin, Medway                               | Kadin Ln                                                    |                                                | 42° 8′ 20″ N, 71° 25′ 19″ W  |
| 27                                             | 16,77 mi (27 km)                               | Straßenbrücke                                  | Franklin                                       | Elm Street                                                  |                                                | 42° 8′ 12″ N, 71° 25′ 7″ W   |
| 28                                             | 18,37 mi (29,6 km)                             | Straßenbrücke                                  | Franklin                                       | Lincoln Street / Sanford Street                             |                                                | 42° 8′ 18″ N, 71° 23′ 54″ W  |
| 29                                             | 18,99 mi (30,6 km)                             | Straßenbrücke                                  | Medway                                         | Walker Street                                               |                                                | 42° 8′ 25″ N, 71° 23′ 22″ W  |
| 30                                             | 21,74 mi (35 km)                               | Straßenbrücke                                  | Norfolk                                        | Myrtle Street                                               |                                                | 42° 8′ 1″ N, 71° 21′ 43″ W   |
| 31                                             | 22,16 mi (35,7 km)                             | Straßenbrücke                                  | Norfolk, Millis                                | Pleasant Street / Dean Street                               |                                                | 42° 8′ 18″ N, 71° 21′ 31″ W  |
| 32                                             | 23,1 mi (37,2 km)                              | Straßenbrücke                                  | Norfolk, Millis                                | MA 115 (Norfolk Road)                                       |                                                | 42° 8′ 36″ N, 71° 20′ 57″ W  |
| 33                                             | 24,68 mi (39,7 km)                             | Straßenbrücke                                  | Norfolk, Millis                                | Orchard Street / Forest Road                                |                                                | 42° 9′ 28″ N, 71° 19′ 53″ W  |
| 34                                             | 28,24 mi (45,4 km)                             | Straßenbrücke                                  | Millis, Medfield                               | MA 109 (Main Street)                                        |                                                | 42° 10′ 53″ N, 71° 19′ 21″ W |
| 35                                             | 29,26 mi (47,1 km)                             | Straßenbrücke                                  | Millis, Medfield                               | Dover Road                                                  |                                                | 42° 11′ 20″ N, 71° 19′ 59″ W |
| 36                                             | 32,06 mi (51,6 km)                             | Straßenbrücke                                  | Medfield, Sherborn                             | MA 27                                                       |                                                | 42° 12′ 36″ N, 71° 21′ 6″ W  |
| 37                                             | 32,46 mi (52,2 km)                             | Eisenbahnbrücke                                | Medfield, Sherborn                             |                                                             |                                                | 42° 12′ 54″ N, 71° 20′ 54″ W |
| 38                                             | 34,63 mi (55,7 km)                             | Straßenbrücke                                  | Sherborn, Dover                                | Bridge Street                                               |                                                | 42° 13′ 58″ N, 71° 19′ 49″ W |
| 39                                             | 37,81 mi (60,8 km)                             | Fußgängerbrücke                                | Natick                                         |                                                             |                                                | 42° 16′ 1″ N, 71° 19′ 16″ W  |
| 40                                             | 38,32 mi (61,7 km)                             | Straßenbrücke                                  | Natick                                         | Pleasant Street                                             |                                                | 42° 16′ 18″ N, 71° 18′ 55″ W |
| 41                                             | 39,21 mi (63,1 km)                             | Straßenbrücke                                  | Wellesley, Dover                               | Schaller Street                                             |                                                | 42° 16′ 33″ N, 71° 18′ 34″ W |
| 42                                             | 41,32 mi (66,5 km)                             | Straßenbrücke                                  | Dover                                          | Charles River Street / Dover Road                           |                                                | 42° 16′ 10″ N, 71° 17′ 59″ W |
| 43                                             | 43,92 mi (70,7 km)                             | Straßenbrücke                                  | Dover, Needham                                 | Central Avenue                                              |                                                | 42° 15′ 33″ N, 71° 16′ 17″ W |
| 44                                             | 45,0 mi (72,4 km)                              | Straßenbrücke                                  | Dover                                          | South Street                                                |                                                | 42° 15′ 33″ N, 71° 15′ 47″ W |
| 45                                             | 46,62 mi (75 km)                               | Straßenbrücke                                  | Dover                                          | Chestnut Street                                             |                                                | 42° 15′ 36″ N, 71° 14′ 14″ W |
| 46                                             | 48,18 mi (77,5 km)                             | Straßenbrücke                                  | Dedham                                         | MA 135                                                      |                                                | 42° 16′ 4″ N, 71° 13′ 5″ W   |
| 47                                             | 48,96 mi (78,8 km)                             | Straßenbrücke                                  | Dedham, Needham                                | Lyons Street                                                |                                                | 42° 16′ 2″ N, 71° 12′ 18″ W  |
| 48                                             | 49,05 mi (78,9 km)                             | Straßenbrücke                                  | Dedham, Needham                                | I-95 / MA 128 (Fahrtrichtung Süden)                         |                                                | 42° 16′ 3″ N, 71° 12′ 11″ W  |
| 49                                             | 49,09 mi (79 km)                               | Straßenbrücke                                  | Dedham, Needham                                | I-95 / MA 128 (Fahrtrichtung Norden)                        |                                                | 42° 16′ 3″ N, 71° 12′ 9″ W   |
| 50                                             | 52,42 mi (84,4 km)                             | Straßenbrücke                                  | Dedham                                         | MA 109 (Bridge Street)                                      |                                                | 42° 15′ 16″ N, 71° 10′ 52″ W |
| 51                                             | 52,84 mi (85 km)                               | Straßenbrücke                                  | Dedham                                         | Ames Street                                                 |                                                | 42° 15′ 9″ N, 71° 10′ 35″ W  |
| 52                                             | 54,46 mi (87,6 km)                             | Honorable Robert L. Cawley Bridge              | Dedham, West Roxbury                           | MA 109 (Bridge Street)                                      |                                                | 42° 16′ 15″ N, 71° 10′ 24″ W |
| 53                                             | 55,57 mi (89,4 km)                             | Eisenbahnbrücke                                | West Roxbury, Needham                          | Bahnstrecke Boston–Needham                                  |                                                | 42° 16′ 46″ N, 71° 11′ 7″ W  |
| 54                                             | 57,72 mi (92,9 km)                             | Straßenbrücke                                  | Needham, Newton                                | Nahanton Street / Kendrick Street                           |                                                | 42° 17′ 50″ N, 71° 12′ 28″ W |
| 55                                             | 58,45 mi (94,1 km)                             | Fußgängerbrücke                                | Needham, Newton                                |                                                             |                                                | 42° 18′ 22″ N, 71° 12′ 47″ W |
| 56                                             | 58,66 mi (94,4 km)                             | Needham Street Bridge                          | Needham, Newton                                | Highland Avenue / Needham Street                            |                                                | 42° 18′ 24″ N, 71° 13′ 1″ W  |
| 57                                             | 59,04 mi (95 km)                               | Eisenbahnbrücke                                | Needham, Newton                                | ehem. Charles River Railroad                                |                                                | 42° 18′ 26″ N, 71° 13′ 26″ W |
| 58                                             | 59,51 mi (95,8 km)                             | Straßenbrücke                                  | Needham, Newton                                | Central Avenue / Elliot Street                              |                                                | 42° 18′ 45″ N, 71° 13′ 38″ W |
| 59                                             | 59,7 mi (96,1 km)                              | Echo Bridge                                    | Needham, Newton                                | Sudbury Aqueduct                                            |                                                | 42° 18′ 53″ N, 71° 13′ 37″ W |
| 60                                             | 59,87 mi (96,4 km)                             | Straßenbrücke                                  | Newton, Wellesley                              | MA 9 (Boston-Worcester Turnpike)                            |                                                | 42° 19′ 1″ N, 71° 13′ 41″ W  |
| 61                                             | 61,28 mi (98,6 km)                             | Straßenbrücke                                  | Newton, Wellesley                              | I-95 / MA 128                                               |                                                | 42° 19′ 25″ N, 71° 14′ 58″ W |
| 62                                             | 61,35 mi (98,7 km)                             | Cochituate Aqueduct                            | Newton, Wellesley                              |                                                             |                                                | 42° 19′ 28″ N, 71° 15′ 1″ W  |
| 63                                             | 61,59 mi (99,1 km)                             | Straßenbrücke                                  | Newton, Wellesley                              | Walnut Street                                               |                                                | 42° 19′ 36″ N, 71° 15′ 12″ W |
| 64                                             | 61,69 mi (99,3 km)                             | Mary Hunnewell Fyffe-Fußgängerbrücke           | Newton, Wellesley                              |                                                             |                                                | 42° 19′ 33″ N, 71° 15′ 16″ W |
| 65                                             | 61,98 mi (99,7 km)                             | Straßenbrücke                                  | Newton, Wellesley                              | MA 16 (Washington Street)                                   |                                                | 42° 19′ 31″ N, 71° 15′ 31″ W |
| 66                                             | 62,19 mi (100,1 km)                            | Eisenbahnbrücke                                | Newton, Wellesley                              | ehem. Boston and Albany Railroad                            |                                                | 42° 19′ 36″ N, 71° 15′ 41″ W |
| 67                                             | 62,71 mi (100,9 km)                            | Fußgängerbrücke                                | Newton, Wellesley                              | gehört zum Leo J. Martin Golf Club                          |                                                | 42° 19′ 42″ N, 71° 16′ 13″ W |
| 68                                             | 63,04 mi (101,5 km)                            | Straßenbrücke                                  | Newton, Weston                                 | Park Road / Concord Street                                  |                                                | 42° 19′ 50″ N, 71° 16′ 5″ W  |
| 69                                             | 63,82 mi (102,7 km)                            | Straßenbrücke                                  | Newton, Weston                                 | I-95 / MA 128                                               |                                                | 42° 20′ 13″ N, 71° 15′ 32″ W |
| 70                                             | 63,92 mi (102,9 km)                            | Straßenbrücke                                  | Newton, Weston                                 | Ausfahrt Nr. 23 von der I-95 / MA 128                       |                                                | 42° 20′ 15″ N, 71° 15′ 27″ W |
| 71                                             | 64,13 mi (103,2 km)                            | Fußgängerbrücke                                | Newton, Weston                                 |                                                             |                                                | 42° 20′ 24″ N, 71° 15′ 21″ W |
| 72                                             | 64,20 mi (103,3 km)                            | Eisenbahnbrücke                                | Newton, Weston                                 | Bahnstrecke Boston–Worcester                                |                                                | 42° 20′ 27″ N, 71° 15′ 25″ W |
| 73                                             | 64,27 mi (103,4 km)                            | stillgelegte Fußgängerbrücke                   | Newton, Weston                                 |                                                             |                                                | 42° 20′ 28″ N, 71° 15′ 30″ W |
| 74                                             | 64,35 mi (103,6 km)                            | Straßenbrücke                                  | Newton, Weston                                 | Auffahrrampe zur bzw. Ausfahrt Nr. 25 von der I-95 / MA 128 |                                                | 42° 20′ 28″ N, 71° 15′ 35″ W |
| 75                                             | 64,42 mi (103,7 km)                            | Straßenbrücke                                  | Newton, Weston                                 | I-90 / Massachusetts Turnpike                               |                                                | 42° 20′ 28″ N, 71° 15′ 40″ W |
| 76                                             | 64,47 mi (103,8 km)                            | Straßenbrücke                                  | Newton, Weston                                 | Auffahrrampe zur bzw. Ausfahrt Nr. 25 von der I-95 / MA 128 |                                                | 42° 20′ 30″ N, 71° 15′ 43″ W |
| 77                                             | 64,64 mi (104 km)                              | Straßenbrücke                                  | Newton, Weston                                 | MA 30 / Commonwealth Avenue / South Avenue                  |                                                | 42° 20′ 38″ N, 71° 15′ 41″ W |
| 78                                             | 67,22 mi (108,2 km)                            | Straßenbrücke                                  | Waltham                                        | Prospect Street                                             |                                                | 42° 22′ 8″ N, 71° 14′ 37″ W  |
| 79                                             | 67,71 mi (109 km)                              | Straßenbrücke                                  | Waltham                                        | Moody Street                                                |                                                | 42° 22′ 24″ N, 71° 14′ 12″ W |
| 80                                             | 67,81 mi (109,1 km)                            | Richard Landry Park-Fußgängerbrücke            | Waltham                                        | Blue Heron Trail                                            |                                                | 42° 22′ 20″ N, 71° 14′ 6″ W  |
| 81                                             | 67,91 mi (109,3 km)                            | stillgelegte Eisenbahnbrücke                   | Waltham                                        | ehem. Boston and Maine Railroad                             |                                                | 42° 22′ 22″ N, 71° 13′ 59″ W |
| 82                                             | 67,94 mi (109,3 km)                            | Straßenbrücke                                  | Waltham                                        | Elm Street                                                  |                                                | 42° 22′ 23″ N, 71° 13′ 57″ W |
| 83                                             | 68,16 mi (109,7 km)                            | Straßenbrücke                                  | Waltham                                        | Newton Street                                               |                                                | 42° 22′ 21″ N, 71° 13′ 44″ W |
| 84                                             | 68,48 mi (110,2 km)                            | Fußgängerbrücke                                | Waltham                                        |                                                             |                                                | 42° 22′ 11″ N, 71° 13′ 27″ W |
| 85                                             | 68,48 mi (110,2 km)                            | Mary T. Early-Fußgängerbrücke                  | Waltham                                        | Charles River Greenway                                      |                                                | 42° 22′ 11″ N, 71° 13′ 26″ W |
| 86                                             | 68,84 mi (110,8 km)                            | Straßenbrücke                                  | Waltham                                        | Farwell Street                                              |                                                | 42° 22′ 1″ N, 71° 13′ 5″ W   |
| 87                                             | 69,17 mi (111,3 km)                            | Blue Heron-Fußgängerbrücke                     | Newton, Watertown                              | Charles River Greenway                                      |                                                | 42° 21′ 53″ N, 71° 12′ 46″ W |
| 88                                             | 69,66 mi (112,1 km)                            | Straßenbrücke                                  | Newton, Watertown                              | Bridge Street                                               |                                                | 42° 21′ 57″ N, 71° 12′ 16″ W |
| 89                                             | 70,56 mi (113,6 km)                            | Cpl. Joseph U. Thompson-Fußgängerbrücke        | Watertown                                      |                                                             |                                                | 42° 21′ 54″ N, 71° 11′ 25″ W |
| 90                                             | 70,81 mi (114 km)                              | Watertown Bridge                               | Watertown                                      | MA 16 (Galen Street)                                        |                                                | 42° 21′ 53″ N, 71° 11′ 8″ W  |
| 91                                             | 72,29 mi (116,3 km)                            | North Beacon Street Bridge                     | Watertown, Brighton                            | US 20 (N Beacon Street)                                     |                                                | 42° 21′ 33″ N, 71° 9′ 42″ W  |
| 92                                             | 73,07 mi (117,6 km)                            | Arsenal Street Bridge                          | Watertown, Brighton                            | Arsenal Street                                              |                                                | 42° 21′ 42″ N, 71° 8′ 50″ W  |
| 93                                             | 74,30 mi (119,6 km)                            | Eliot Bridge                                   | Boston, Cambridge                              |                                                             |                                                | 42° 22′ 19″ N, 71° 7′ 58″ W  |
| 94                                             | 75,08 mi (120,8 km)                            | Anderson Memorial Bridge                       | Boston, Cambridge                              |                                                             |                                                | 42° 22′ 8″ N, 71° 7′ 24″ W   |
| 95                                             | 75,35 mi (121,3 km)                            | John W. Weeks Bridge                           | Boston, Cambridge                              | Fußgängerbrücke                                             |                                                | 42° 22′ 6″ N, 71° 7′ 5″ W    |
| 96                                             | 75,66 mi (121,8 km)                            | Western Avenue Bridge                          | Boston, Cambridge                              | Western Avenue                                              |                                                | 42° 21′ 52″ N, 71° 7′ 1″ W   |
| 97                                             | 75,87 mi (122,1 km)                            | River Street Bridge                            | Boston, Cambridge                              | Cambridge Street                                            |                                                | 42° 21′ 41″ N, 71° 7′ 0″ W   |
| 98                                             | 76,68 mi (123,4 km)                            | Boston University Bridge                       | Boston, Cambridge                              | MA 2                                                        |                                                | 42° 21′ 9″ N, 71° 6′ 38″ W   |
| 99                                             | 76,68 mi (123,4 km)                            | Eisenbahnbrücke                                | Boston, Cambridge                              | Bahnstrecke East Boston–Allston                             |                                                | 42° 21′ 9″ N, 71° 6′ 38″ W   |
| 100                                            | 77,69 mi (125 km)                              | Harvard Bridge                                 | Boston, Cambridge                              | MA 2A (Massachusetts Avenue)                                |                                                | 42° 21′ 18″ N, 71° 5′ 29″ W  |
| 101                                            | 78,65 mi (126,6 km)                            | Longfellow Bridge                              | Boston, Cambridge                              | MA 3                                                        |                                                | 42° 21′ 42″ N, 71° 4′ 33″ W  |
| 102                                            | 79,21 mi (127,5 km)                            | Charles River Dam Bridge                       | Boston, Cambridge                              | MA 28 (Monsignor O'Brien Highway)                           |                                                | 42° 22′ 2″ N, 71° 4′ 9″ W    |
| 103                                            | 79,21 mi (127,5 km)                            | Lechmere-Viadukt                               | Boston, Cambridge                              | MBTA Green Line                                             |                                                | 42° 22′ 3″ N, 71° 4′ 8″ W    |
| 104                                            | 79,45 mi (127,9 km)                            | Charles River Bridge                           | Boston, Cambridge                              | Züge von und zur Boston North Station                       |                                                | 42° 22′ 8″ N, 71° 3′ 55″ W   |
| 105                                            | 79,50 mi (127,9 km)                            | Leverett Circle Connector Bridge               | Boston, Cambridge                              |                                                             |                                                | 42° 22′ 9″ N, 71° 3′ 52″ W   |
| 106                                            | 79,56 mi (128 km)                              | Leonard P. Zakim Bunker Hill Memorial Bridge   | Boston, Charlestown                            | I-93 / US 1                                                 |                                                | 42° 22′ 8″ N, 71° 3′ 48″ W   |
| 107                                            | 79,74 mi (128,3 km)                            | Charlestown Bridge                             | Boston, Charlestown                            | (New) Rutherford Avenue, Freedom Trail                      |                                                | 42° 22′ 8″ N, 71° 3′ 36″ W   |
| Mündung des Charles River in den Boston Harbor | Mündung des Charles River in den Boston Harbor | Mündung des Charles River in den Boston Harbor | Mündung des Charles River in den Boston Harbor | Mündung des Charles River in den Boston Harbor              | Mündung des Charles River in den Boston Harbor | 42° 22′ 9″ N, 71° 3′ 32″ W   |